# Потоцкий, Владимир Васильевич
Владимир Васильевич Потоцкий (26 сентября 1937, Днепропетровск — 9 апреля 2011, Архангельск) — военный летчик-штурман войск ПВО СССР, заслуженный военный штурман СССР (1984), полковник, штурман-снайпер.

## Биография

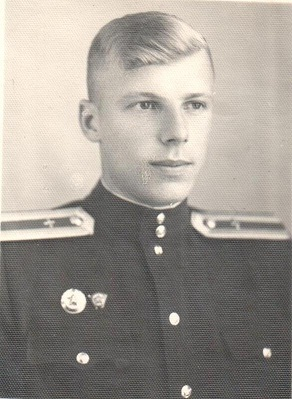
Курсант Потоцкий Владимир Васильевич

По словам Владимира Васильевича, его семья уходит корнями в город Умань (Черкасская область, Украина). Дед Фёдор переселился в город Екатеринослав и занимался сельским хозяйством, отец Василий был рабочим.
После окончания средней школы № 11 в Приднепровске (жил.массив Днепропетровска) в августе 1955 года Владимир Потоцкий успешно сдал экзамены в Харьковское авиационное училище штурманов и стал на два года курсантом.
После окончания училища в декабре 1957 года лейтенант Потоцкий был направлен на север и прибыл в поселок Полбино станции Обозерской Архангельской области.
Спустя некоторое время вслед за Потоцким Владимиром на Север СССР из Днепропетровска приехала его спутница жизни Надежда, с которой они учились в одной школе и 13 марта 1959 они поженились.
Более 30-ти лет Владимир Потоцкий служил в Войсках ПВО СССР в составе 10-й Краснознаменной отдельной армии ПВО в должностях штурмана самолета, штурмана-оператора, штурмана отряда, начальника связи эскадрильи — штурмана корабля, эскадрильи, полка по самолетовождению, старшего штурмана полка, старшего инспектора, штурмана-летчика отдела авиации армии. Освоил 14 типов самолетов, совершил 152 бомбометания, 18 пусков крылатых ракет «воздух-воздух», выполнял полеты в составе эскадрильи МиГ-31 на ледовый аэродром архипелага Земля Франца-Иосифа.
Награждён Орденом За службу Родине в Вооружённых Силах СССР 3-й степени и многими другими медалями.
17 августа 1984 года Владимиру Потоцкому было присвоено почетное звание «Заслуженный военный штурман СССР»
После увольнения со службы Владимир Васильевич продолжал активный образ жизни. Занимался спортом, более 10 лет был председателем садоводческого товарищества «Магистраль» (более 1000 дачных участков) и вел работу сопредседателя общественной организации ветеранов ПВО Севера.

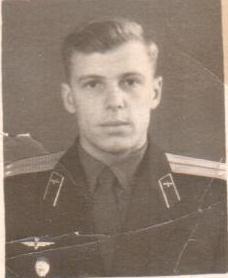
Лейтенант Потоцкий Владимир Васильевич
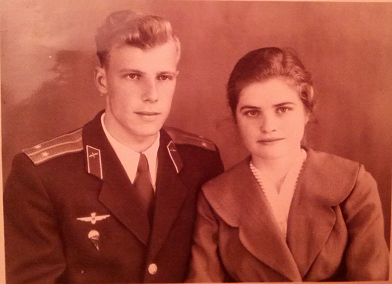
Потоцкие Владимир и Надежда 1959

## Публицистическая деятельность
«На страже северного неба» — книга под таким названием, изданная к 60-летию Победы в Великой Отечественной войне, посвящена ветеранам 10-й Краснознаменной отдельной армии противовоздушной обороны, штаб которой размещался в городе Архангельске. В ней освещен титанический труд тысяч людей, создававших на ракетоносном направлении мощную группировку войск ПВО, способных отразить удар вероятного противника. О человеческой стороне службы, проходившей в особых условиях Севера, рассказано честно и без прикрас.
Из ветеранов этой армии воспоминаниями в книге делится полковник, штурман-снайпер, заслуженный военный штурман СССР Потоцкий Владимир Васильевич. В очерке «Посадка на Греэм-Белле» он пишет о перелете на этот ледовый аэродром архипелага Франца-Иосифа.
Вот небольшая вырезка из его статьи:

В марте 1988 года эскадрилья МиГ-31п 518-го Истребительного авиационного полка выполнила перелет и посадку на ледовый аэродром Греэм-Белл архипелага Земля Франца-Иосифа. Командиром группы на МиГ-31п был генерал-майор авиации В. Ф. Боков, штурманом — Потоцкий Владимир Васильевич. Подготовку самолетов к вылету с ледового аэродрома выполняли A.M. Сенин, А. Д. Федоров из состава передовой команды, перелетевшей на Ан-8, командиром данного экипажа был Л. П. Плешкунов, штурманом — Ю. Н. Галкин.

5 июля 2013 года в Архангельске торжественно отпраздновали 55 лет 10-й Краснознаменной отдельной армии ПВО.